# Kudgunti, Yelbarga
Kudgunti là một làng thuộc tehsil Yelbarga, huyện Koppal, bang Karnataka, Ấn Độ.